# 比尔·格瓦特尼
比尔·格瓦特尼（Bill Gwatney，1959年8月26日—2008年8月13日），美国民主黨政治人物，曾任阿肯色州民主党主席（2007年-2008年），也是邁克·戴爾·畢比的財政助手。
格瓦特尼出生於阿肯色州，曾任阿肯色州議員十年，曾與該州現任州長邁克·戴爾·畢比共事。2006年他擔任邁克·戴爾·畢比競選團隊的財務負責人，後被畢比任命為州民主黨主席。

## 槍擊案
2008年8月13日，格瓦特尼在阿肯色州首府小岩城的办公室中被人枪杀。據美聯社報道，當日一個槍手進入阿肯色州美國民主黨總部，開槍射殺了民主黨主席格瓦特尼。之後兇手開車逃離現場。警方在追出30英里後將兇手射殺。
這案至今未能查出兇手的殺人動機，兇手僅曾自稱「我丟了我的工作」。